# Eine Begegnung (Garschin)

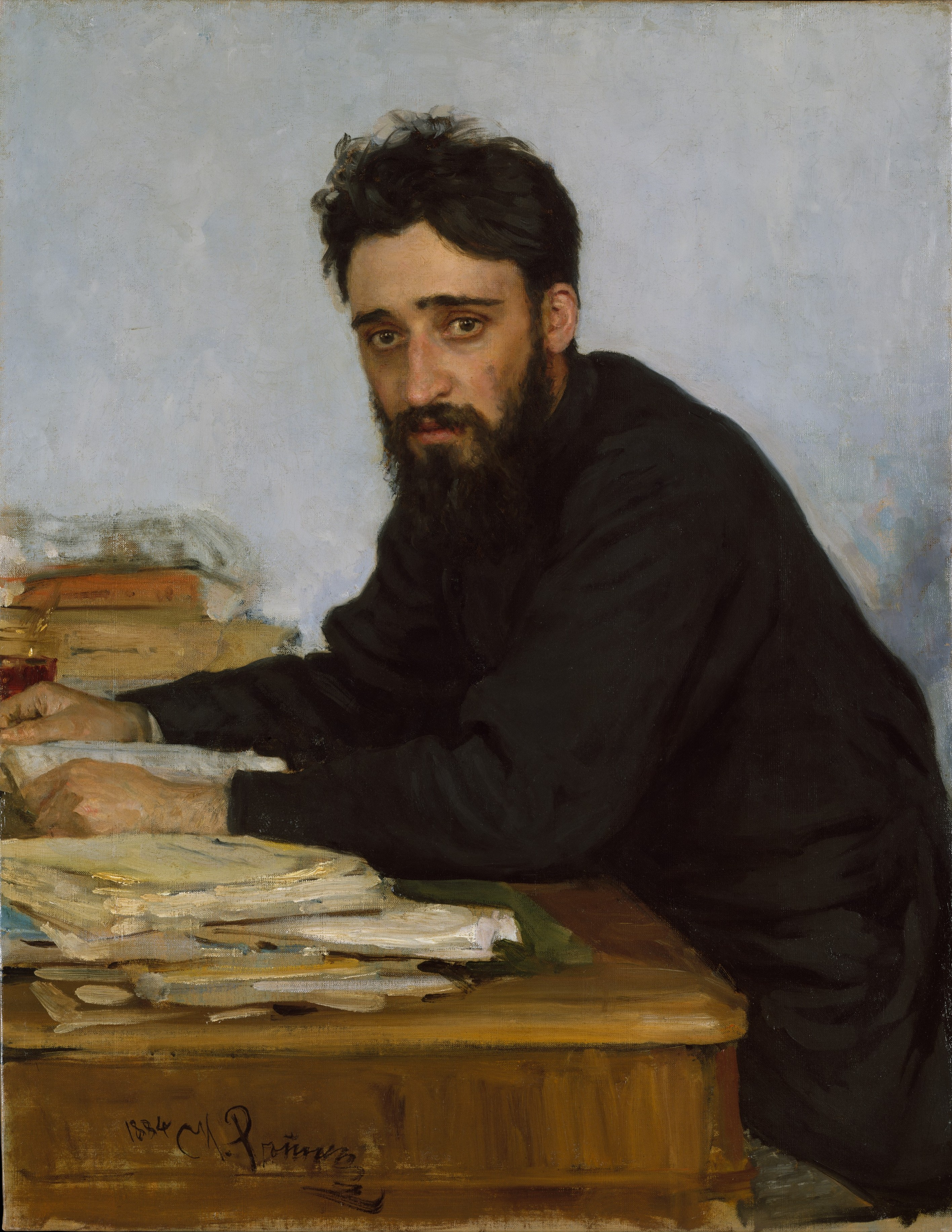
Ilja Repin 1884: Wsewolod Garschin

Eine Begegnung (russisch Встреча, Wstretscha) ist eine Kurzgeschichte des russischen Schriftstellers Wsewolod Garschin, die 1879 im Aprilheft der Otetschestwennye Sapiski in Sankt Petersburg erschien.

## Inhalt
Wassili Petrowitsch hat in einer russischen Hafenstadt eine Anstellung als Gymnasiallehrer gefunden. Nach seiner Ankunft trifft er gleich beim ersten Bummel durch die Stadt zufällig auf seinen alten Schulfreund Nikolai Konstantinowitsch Kudrjaschow. Als bettelarme Studenten hatten sich beide früher durchschlagen müssen, hatten in der Not gegen den Hunger Wurst aus Hundefleisch verzehrt.
Der Freund nimmt den Ankömmling in seine komfortable Mietwohnung mit. Nikolai, nun Ingenieur und Gouvernementssekretär, lebt in Saus und Braus. Wassili ist entsetzt. Sein alter Freund gesteht ihm unter vier Augen, er ist ein Betrüger: Ein neuer Hafen wird erbaut. Im ersten Bauabschnitt errichten Kudrjaschow und noch zwei andere Betrüger – Knobloch und Puitzikowski – eine Mole. Aber lediglich auf dem Papier. Genauer, im allerersten Schritt täuschen die drei „Erbauer“ die sukzessive Aufschüttung des Molenbettes auf dem Grund der See vor. Nach ihren Angaben wird aber das Bett jeden Winter weggeschwemmt – eine für ein Randmeer waghalsige Behauptung, die anscheinend jahrelang ungeprüft akzeptiert wird. Obwohl überhaupt nicht gebaut wird, hofft Nikolai auf weitere kulante Vergütung nicht erbrachter Leistungen – so Gott will bis zum Ende des laufenden Jahrhunderts.
Wassili erkennt den Freund nicht wieder. Nikolai verlacht die Lauterkeit seines Gastes und lässt sich das Foto von Wassilis Braut zeigen. Die wartet, in Petersburg zurückgeblieben, bis der Bräutigam tausend Rubel gespart hat. Dann soll die Hochzeit sein. Nikolai prophezeit den beiden bei deren Ehrlichkeit eine düstere Zukunft: Lisa – so der Name der Braut – wird wahrscheinlich einmal in etlichen Jahren, mit Wassili verehelicht, umringt von einer Kinderschar, daheim sitzen. Und sie wird – bei den bescheidenen Bezügen ihres Gatten – nicht wissen, woher das Geld für die Ernährung und Ausstattung der Kinderchen nehmen.

## Selbstzeugnis
In einem Brief an seine Mutter schreibt Garschin 1879, Saltykow-Schtschedrin habe den Text gelobt.

## Rezeption
- Tornius schreibt 1956: Im Gegensatz zum Erzähler Wassili habe sein ehemaliger Kommilitone Nikolai alle früheren Ideale über Bord geworfen und lebe als Nichtstuer.[2]
- Garschin verurteile Auswüchse des in Russland sich seinerzeit ausbreitenden Kapitalismus scharf. Insbesondere prangere der Autor „Orgien“ egoistischer Beamter und Intelligenzler an; geißele industrielle Unternehmungen, repräsentiert durch ihre führenden Ingenieure. Garschin missbillige jene Komponente des Sozialdarwinismus, die den Überlebenskampf der starken Charaktere gutheißt.[3]

## Deutschsprachige Ausgaben
Verwendete Ausgabe:
- Eine Begegnung. S. 100–124 in Wsewolod M. Garschin: Die Erzählungen. Übertragen und mit Nachwort von Valerian Tornius. 464 Seiten. Dieterich’sche Verlagsbuchhandlung, Leipzig 1956 (Sammlung Dieterich, Bd. 177)

## Anmerkung
1. ↑  Garschin teilt weder die Stadt noch das Meer mit. Da die Stadt nicht an einem Ozean liegt (verwendete Ausgabe, S. 115, 10. Z.v.o.), könnte die Ostsee oder das Schwarze Meer gemeint sein.